# Dapeng Zhan

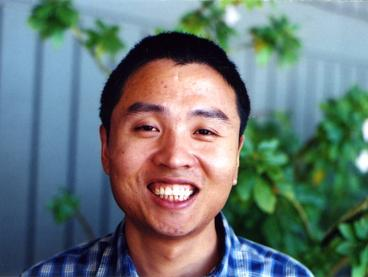
Dapeng Zhan, Berkeley 2004

Dapeng Zhan ist ein chinesisch-US-amerikanischer Mathematiker, der sich mit Wahrscheinlichkeitstheorie und statistischer Mechanik befasst.
Dapeng Zhan wurde 2004 am Caltech bei Nikolai Georgijewitsch Makarow promoviert (Random Loewner Chains in Riemann Surfaces). 2004 bis 2007 war er Morrey Assistant Professor an der University of California, Berkeley und danach bis 2009 Gibbs Assistant Professor an der Yale University. Ab 2009 war er Assistant Professor und ab 2012 Associate Professor an der Michigan State University.
Er befasst sich mit kritischen Phänomenen (Phasenübergängen) in zweidimensionalen Gittermodellen und erzielte bedeutende Resultate zu Schramm-Löwner-Evolution (SLE), für die er verschiedene Reversibilitäts- und Dualitätsvermutungen beweisen konnte. Dabei verwandte er die Methode stochastische Kopplung, die das Wachstum zweier verschiedener SLE-Kurven im gleichen Gebiet ermöglicht. Damit zeigte er, dass chordale {\displaystyle SLE(\kappa )} reversibel für {\displaystyle \kappa \leq 4} ist (das heißt die chordale SLE-Kurve von Punkt A zu Punkt B ist dieselbe wie von Punkt B zu Punkt A). Außerdem zeigte er die Dualität: der Rand einer {\displaystyle SLE(\kappa )} „Kurve“ hat für {\displaystyle \kappa >4} die Form einer {\displaystyle SLE\left({\tfrac {16}{\kappa }}\right)} Kurve.
2011 erhielt er mit Julien Dubedat den Salem-Preis. 2011 wurde er Sloan Fellow.

## Schriften
- Reversibility of whole-plane SLE, Arxiv, 2010
- Loop erasure of plane Brownian motion, Comm. Math. Phys, Band 303, 2011, S. 709–720, Arxiv
- Duality of chordal SLE, Inventiones Mathematicae, Band 174, 2008, S. 309–353, Arxiv, Teil 2, Annales Inst. Henri Poincaré, Band 46, 2010, S. 750–759, Arxiv
- Reversibility of chordal SLE, Annals of Probability, Band 36, 2008, S. 1472–149, Arxiv
- The scaling limits of planar LERW in finitely connected domains, Annals of Probability, Band 36, 2008, S. 467–529